# Rocaille

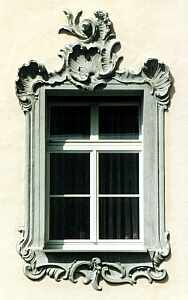
Fönster med rocaille-omramning.

Rocaille (franska) är i arkitekturen en konstgjord klippformation av sten eller murbruk med koraller, musslor, snäckor m.m. som prydnader, använd som dekoration bland annat i italiensk trädgårdskonst under barocken. Själva namnet kommer från ordet rocaille som betyder klippor på franska.
Rocaille är även rokokons viktigaste ornamenttyp, inspirerad från trädgårdsrocaillen med ett fritt och oregelbundet (asymmetriskt) formspel, som domineras av c- och s-kurvor och korall- och snäckliknande former.